# Peter Booth
Sydney John Peter Booth, baron Booth est un homme d'affaires et homme politique britannique. 

## Biographie
Il est né à Houghton-le-Spring, dans le nord-est de l'Angleterre. Il y vit jusqu'à ses études à l'Université de l'Essex où il obtient une licence en gouvernement. Il est président de la Convention nationale conservatrice depuis 2021 et vice-président du conseil d'administration du Parti conservateur. Booth est nommé pair à vie par le Premier ministre Rishi Sunak, et est créé baron Booth, de Houghton-le-Spring dans la ville de Sunderland, le 7 mars 2024.